# Darzī Kolā-ye Bozorg
Darzī Kolā-ye Bozorg (persiska: درزی كلا بزرگ) är en ort i Iran.   Den ligger i provinsen Mazandaran, i den norra delen av landet, 130 km nordost om huvudstaden Teheran. Darzī Kolā-ye Bozorg ligger 11 meter över havet och antalet invånare är 765.
Terrängen runt Darzī Kolā-ye Bozorg är platt. Runt Darzī Kolā-ye Bozorg är det tätbefolkat, med 286 invånare per kvadratkilometer. Närmaste större samhälle är Babol, 15,3 km öster om Darzī Kolā-ye Bozorg. Trakten runt Darzī Kolā-ye Bozorg består till största delen av jordbruksmark.